# Бжостова-Гура
Бжостова-Гура (пол. Brzostowa Góra) — село в Польщі, у гміні Майдан-Крулевський Кольбушовського повіту Підкарпатського воєводства.
Населення — 938 осіб (2011).
У 1975-1998 роках село належало до Тарнобжезького воєводства.

## Демографія
Демографічна структура станом на 31 березня 2011 року:
|          | Загалом | Допрацездатний вік | Працездатний вік | Постпрацездатний вік |
| -------- | ------- | ------------------ | ---------------- | -------------------- |
| Чоловіки | 475     | 108                | 311              | 56                   |
| Жінки    | 463     | 90                 | 272              | 101                  |
| Разом    | 938     | 198                | 583              | 157                  |